# فرانك أدامو
فرانك أدامو (بالإنجليزية: Frank Adamo)‏ هو طبيب عسكري أمريكي، ولد في 1893، وتوفي في 1988.